# خانه میرشهیدی
خانه میرشهیدی یکی از ارزشمندترین بناهای تاریخی متعلق به دوره صفویه است که حدود ۶۵۰ متر مساحت دارد و این اثر در تاریخ ۱۰ خرداد ۱۳۸۲ با شمارهٔ ثبت ۸۸۰۱ به‌عنوان یکی از آثار ملی ایران به ثبت رسیده است.